# Сиг (река)
Сиг — река в России, протекает по территории Амбарнского сельского поселения Лоухского района и Куземского сельского поселения Кемского района Республики Карелии.
Впадает в губу Калгалакшу Белого моря в 7 км южнее села Калгалакша. Длина Сига составляет 59 км, площадь водосборного бассейна — 405 км².
Река берёт начало из Северного Упочного озера на высоте 74,5 м над уровнем моря.
На своём пути протекает через Сигорецкие озёра.
Имеет три основных притока:
- правый: Чёрная (18 км от устья)
- левый: Моракша (34 км от устья)
- правый (вытекает из озера Южного Упочного)[4]

## Данные водного реестра
По данным государственного водного реестра России относится к Баренцево-Беломорскому бассейновому округу, водохозяйственный участок реки — реки бассейна Белого моря от западной границы бассейна реки Нива до северной границы бассейна реки Кемь, без реки Ковда. Речной бассейн реки — бассейны рек Кольского полуострова и Карелии, впадает в Белое море.
Код объекта в государственном водном реестре — 02020000712102000002117.